# 亦庄火车站 (地铁)
亦庄火车站地鐵站是一个位於中国北京市通州区台湖镇荣海大街亦庄站前，属于北京地铁亦庄线的地铁车站，采用岛式站台设计，总长320.5米，建筑面积16000平方米，是亦庄线最大的车站。这座车站有4个出入口与京津城际铁路亦庄站连接。
北京地铁亦庄线亦庄火车站站于2018年12月30日首班车起正式开通运行。

## 车站結構

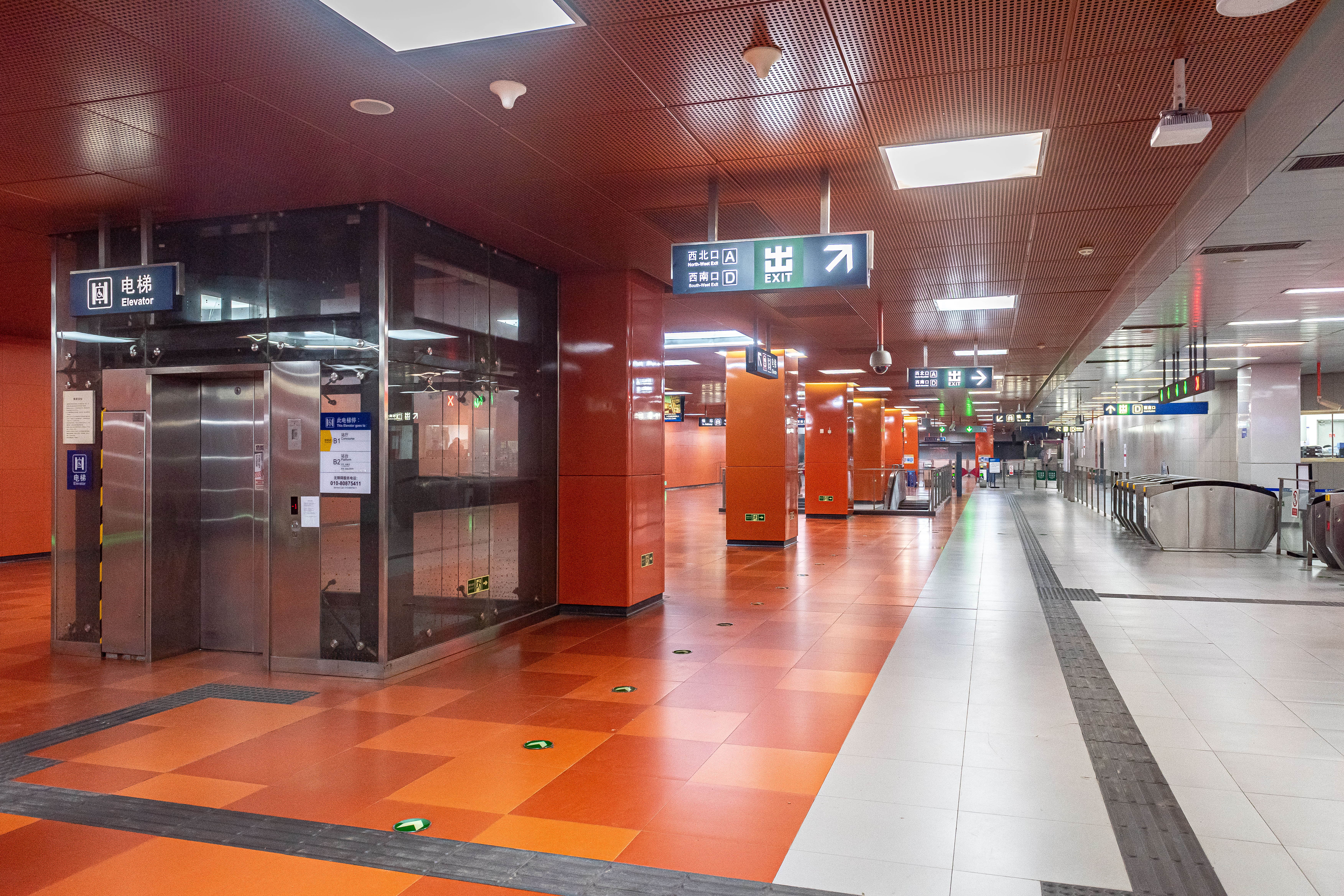
站厅

本站站前设有一条单渡线，供列车进行站前折返，站后设有折返线，供列车进行站后折返或前往车辆段。
| 地面层          | 铁路东侧                                 | B/C出入口、去往亦庄火车站                               |
| 地面层          | 铁路西侧                                 | A/D出入口、去往亦庄火车站、接驳公交、网约车、社会停车场 |
| 地下一层 站厅层 | 东站厅 （铁路候车室开放时开放）          | 票务服务、自动售票机、一卡通充值                        |
| 地下一层 站厅层 | 西站厅 （含一体化预留）                  | 票务服务、自动售票机、一卡通充值                        |
| 地下二层 站台层 |                                          | █ 亦庄线往宋家庄（次渠）                                |
| 地下二层 站台层 | 岛式站台，左側開门                       |                                                         |
| 地下二层 站台层 | █ 亦庄线终点站 （往台湖车辆段） 落客站台 |                                                         |

## 出入口
本站的B、C出入口于2024年改造，并于2024年12月31日开通。
|                       |                  |                                                     |      |            |
| 编号                  | 指示             | 建议前往的目的地                                    | 照片 | 无障碍设施 |
| 出口 · A · 升降机标志 | 亦庄站、荣海大街 | 首开万科城市之光、泰禾1号、银河湾                   |      |            |
| 出口 · B              | 亦庄火车站       | 亦庄站进站口2（非全日开放）                         |      | 不適用     |
| 出口 · C · 升降机标志 | 亦庄火车站       | 亦庄站出站通道（非全日开放）                        |      |            |
| 出口 · D              | 亦庄站、荣海大街 | 亦庄站进站口1、接驳公交站、停车场、出租车站、潞西路 |      | 不適用     |
| 註： 設有             |                  |                                                     |      |            |